# واتي (فليم)
واتي (أي الزمن) (بالفرنسية: Waati)‏ فيلم دراما مالي من إخراج سليمان سيسيه سنة 1995. شارك في مهرجان كان السينمائي 1995.

## القصة
يروي الفيلم قصة فتاة صغيرة تمتلك قوة خارقة في التعامل مع الحيوانات، تسافر حول القارة هرباً من نظام الفصل العنصري في جنوب إفريقيا، قبل أن تعود إلى موطنها مجدداً.

## روابط خارجية
- واتي (فليم) على موقع IMDb (الإنجليزية)
- واتي (فليم) على موقع ألو سيني (الفرنسية)
- واتي (فليم) على موقع Turner Classic Movies (الإنجليزية)
- واتي (فليم) على موقع فيلمافينيتي (الإسبانية)
- واتي (فليم) على موقع قاعدة بيانات الفيلم (الإنجليزية)
- واتي (فليم) على موقع ليتربوكسد (الإنجليزية)
- واتي (فليم) على موقع كينوبويسك (الروسية)